# 滝谷駅 (大阪府)
滝谷駅（たきだにえき）は、大阪府富田林市須賀2丁目にある、南海電気鉄道高野線の駅。駅番号はNK67。

## 歴史
- 1898年（明治31年）3月29日（4月2日説もあり）：高野鉄道の狭山駅 - 長野駅（現・河内長野駅）間延伸と同時に開業。
- 1907年（明治40年）11月15日：会社合併により高野登山鉄道の駅となる。
- 1915年（大正4年）4月30日：社名変更により大阪高野鉄道の駅となる。
- 1922年（大正11年）9月6日：会社合併により南海鉄道の駅となる。
- 1944年（昭和19年）6月1日：会社合併により近畿日本鉄道の駅となる。
- 1947年（昭和22年）6月1日：路線譲渡により南海電気鉄道の駅となる。
- 2012年（平成24年）4月1日：駅ナンバリングが導入され、使用を開始[1][2]。
- 2013年（平成25年）4月1日：駅係員無配置となる。

## 駅構造
相対式2面2線のホームを持つ地平駅である。有効長は8両。駅舎は高野山方面行ホーム側にあり、互いのホームは跨線橋で繋がっている。なお、難波方面行きホームで下車する場合、難波寄りの方が跨線橋に近い。
バリアフリー設備として、改札口付近にスロープを設け、1番線と2番線を往来する陸橋を使用できるエレベーターが設置されているほか、1番線には障害者も利用できる多目的トイレが設置されている。
また、駅東側に線路を撤去した跡がわずかながら残っている。

### のりば
| のりば | 路線   | 方向 | 行先       |
| ------ | ------ | ---- | ---------- |
| 1      | 高野線 | 下り | 高野山方面 |
| 2      | 高野線 | 上り | なんば方面 |

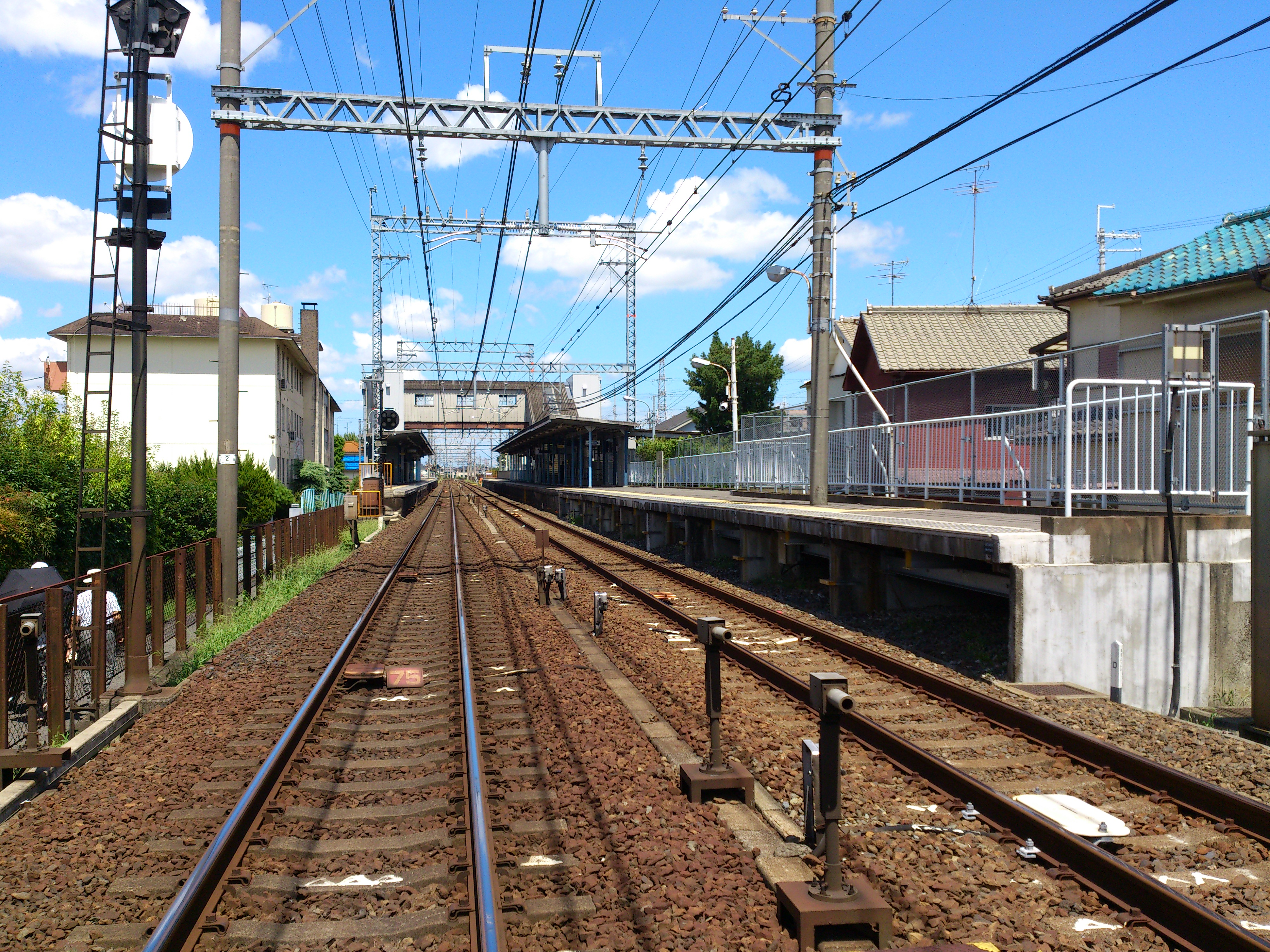
プラットホーム
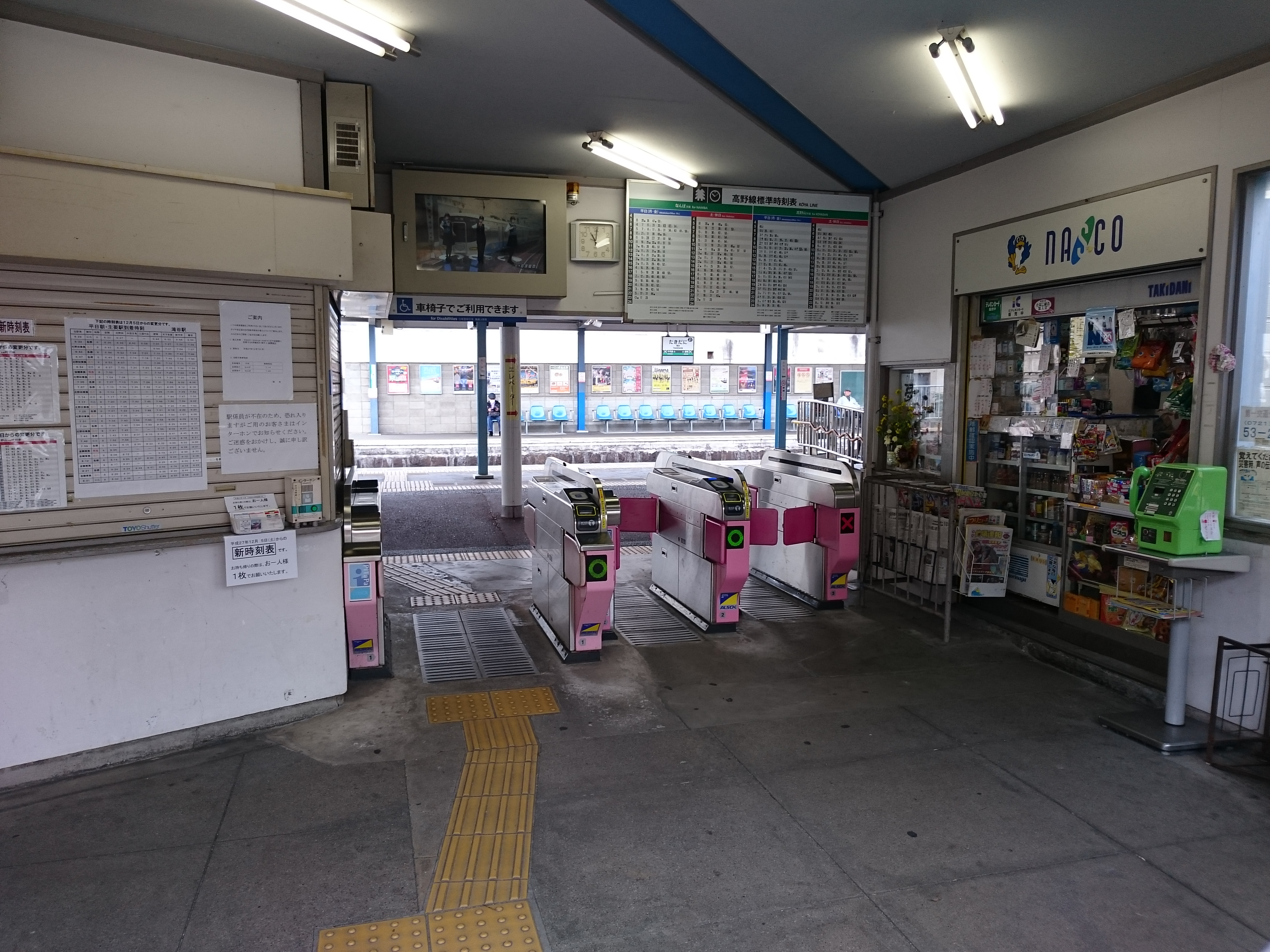
改札口

## ダイヤ
2017年8月現在、日中は1時間あたり区間急行2本、各停2本の計4本が停車する。

## 利用状況
2019年（令和元年）次の1日平均乗降人員は5,292人（乗車人員：2,648人、降車人員：2,644人）で、南海の駅全100駅中48位である。
各年次の1日平均乗降・乗車人員数は下表のとおり。
| 年次               | 1日平均 乗降人員 | 1日平均 乗車人員 | 順位 | 出典   |
| ------------------ | ---------------- | ---------------- | ---- | ------ |
| 1990年（平成02年） | 7,435            | 3,758            | -    | [ 5 ]  |
| 1991年（平成03年） | 7,621            | 3,859            | -    | [ 6 ]  |
| 1992年（平成04年） | 7,589            | 3,834            | -    | [ 7 ]  |
| 1993年（平成05年） | 7,585            | 3,827            | -    | [ 8 ]  |
| 1994年（平成06年） | 7,578            | 3,821            | -    | [ 9 ]  |
| 1995年（平成07年） | 7,541            | 3,807            | -    | [ 10 ] |
| 1996年（平成08年） | 7,456            | 3,769            | -    | [ 11 ] |
| 1997年（平成09年） | 7,230            | 3,650            | -    | [ 12 ] |
| 1998年（平成10年） | 6,953            | 3,514            | -    | [ 13 ] |
| 1999年（平成11年） | 6,450            | 3,279            | -    | [ 14 ] |
| 2000年（平成12年） | 6,177            | 3,142            | -    | [ 15 ] |
| 2001年（平成13年） | 5,918            | 3,011            | -    | [ 16 ] |
| 2002年（平成14年） | 5,791            | 2,916            | -    | [ 17 ] |
| 2003年（平成15年） | 5,772            | 2,901            | -    | [ 18 ] |
| 2004年（平成16年） | 5,661            | 2,862            | -    | [ 19 ] |
| 2005年（平成17年） | 5,546            | 2,798            | 49位 | [ 20 ] |
| 2006年（平成18年） | 5,494            | 2,780            | -    | [ 21 ] |
| 2007年（平成19年） | 5,620            | 2,867            | -    | [ 22 ] |
| 2008年（平成20年） | 5,690            | 2,901            | -    | [ 23 ] |
| 2009年（平成21年） | 5,658            | 2,880            | -    | [ 24 ] |
| 2010年（平成22年） | 5,674            | 2,890            | -    | [ 25 ] |
| 2011年（平成23年） | 5,579            | 2,848            | 48位 | [ 26 ] |
| 2012年（平成24年） | 5,576            | 2,846            | -    | [ 27 ] |
| 2013年（平成25年） | 5,549            | 2,808            | 47位 | [ 28 ] |
| 2014年（平成26年） | 5,415            | 2,729            | 49位 | [ 29 ] |
| 2015年（平成27年） | 5,480            | 2,768            | 48位 | [ 30 ] |
| 2016年（平成28年） | 5,406            | 2,725            | 48位 | [ 31 ] |
| 2017年（平成29年） | 5,372            | 2,708            | 48位 | [ 32 ] |
| 2018年（平成30年） | 5,306            | 2,661            | 48位 | [ 33 ] |
| 2019年（令和元年） | 5,292            | 2,648            | 48位 | [ 34 ] |

## 駅周辺
駅の西または南側は河内長野市との境界になるため同市の利用者が多い。なお、駅の周辺は田畑や地方郊外型店舗が多い。
- 河内長野松ヶ丘郵便局
- 富田林警察署須賀交番

## その他
- 当駅の読み方を「たきたに」と濁らずに発音する人も相当に多い。
- 駅名の由来は開業当初、約3km東にある瀧谷不動明王寺の参詣駅として開業したことに因るものである[35]。現在は近鉄長野線滝谷不動駅から徒歩が一般的である。

## 隣の駅
南海電気鉄道
 高野線 
■快速急行・■急行 
通過
■区間急行・■準急・■各停
金剛駅 (NK66) - 滝谷駅 (NK67) - 千代田駅 (NK68)